# Bokajan
Bokajan is een dorp in het district Karbi Anglong van de Indiase staat Assam. 

## Demografie
Volgens de Indiase volkstelling van 2001 wonen er 14.938 mensen in Bokajan, waarvan 56% mannelijk en 44% vrouwelijk is. De plaats heeft een alfabetiseringsgraad van 74%. 